# بلدة كولومبوس (مقاطعة لوس)
كولومبوس، مقاطعة لوس (بالإنجليزية: Columbus Township, Luce County, Michigan)‏ هي بلدة تقع بولاية ميشيغان في الولايات المتحدة. تبلغ مساحتها 371.1 (كم²)، وترتفع عن سطح البحر 263 م، بلغ عدد سكانها 215 نسمة في عام تعداد الولايات المتحدة 2000 حسب إحصاء مكتب تعداد الولايات المتحدة وتصل الكثافة السكانية فيها 0.6 نسمة/كم2.

## وصلات خارجية
- The US50 - Cities and Towns in Michigan State
- Michigan Cities and Towns, Facts, Map, Flag, Colleges, Government, and More